# Meromyosin nặng
Meromyosin nặng (HMM) là phần lớn hơn trong số hai phần thu được khi phân giải protein của cơ myosin II bởi trypsin hoặc chymotrypsin. HMM chứa hai domain S-1 và S-2, domain S-1 chứa phần đầu hình cầu, liên kết với actin, còn domain S-2 vuông góc với meromyosin nhẹ (LMM) nối hai đoạn meromyosin.
HMM được sử dụng để xác định độ phân cực của sợi actin bằng cách thêm HMM vào sợi actin, sau đó soi kính hiển vi điện tử.